# Перл-Харбор
Перл-Ха́рбор, Пёрл-Ха́рбор (англ. Pearl Harbor — «Жемчужная гавань», гав. Puʻuloa) — гавань на острове Оаху (Гавайи). Большая часть гавани и прилегающих территорий занята центральной базой Тихоокеанского флота Военно-морских сил США.
7 декабря 1941 года Япония совершила нападение на Перл-Харбор, что послужило поводом вступления США во Вторую мировую войну.

## Перл-Харбор до 1941 года
В 1875 году США и королевство Гавайи заключили договор о сотрудничестве, по которому флот США получал доступ к гавани Перл-Харбор в обмен на специальные условия для импорта гавайского сахара в США. Позже, в 1898 году, США окончательно захватили Гавайи.
После аннексии гавань была расширена, что дало возможность принять больше кораблей. В 1908 году была построена судоверфь.

## Нападение на Перл-Харбор
26 ноября 1941 года ударное соединение японского императорского флота под командованием вице-адмирала Тюити Нагумо по приказу командующего флота Исороку Ямамото покинуло базу в заливе Хитокаппу на Курильских островах и направилось к Перл-Харбору. Японское соединение включало шесть авианосцев: «Акаги», «Хирю», «Кага», «Сёкаку», «Сорю» и «Дзюйкаку», на которых размещался 441 самолёт, в том числе истребители, торпедоносцы, пикирующие бомбардировщики и истребители-бомбардировщики. Эскорт авианосцев составляли линкоры «Хиэй» и «Кирисима», тяжёлые крейсера «Тонэ» и «Тикума», а также лёгкий крейсер «Абукума» и 11 эсминцев (по другим данным — 9 эсминцев и 6 подводных лодок).
Целью нападения на Перл-Харбор была нейтрализация тихоокеанского флота США для обеспечения свободы действий японской армии и флота в юго-восточной Азии.
Утром 7 декабря самолёты с японских авианосцев нанесли удары по аэродромам на острове Оаху и по кораблям, стоявшим на якоре в гавани Перл-Харбор. Было потоплено четыре линкора, два эсминца, один минный заградитель. Ещё четыре линейных корабля, три лёгких крейсера и один эсминец получили серьёзные повреждения. Потери американской авиации составили 188 уничтоженных и 159 сильно повреждённых самолётов. Американцы потеряли 2403 человека убитыми (из них больше 1000 — на борту взорвавшегося линкора «Аризона») и 1178 ранеными. Японцы потеряли 29 самолётов — 15 пикировщиков, 5 торпедоносцев и 9 истребителей. Были потоплены пять сверхмалых подводных лодок. Были убиты 64 человека (55 лётчиков, 9 подводников). Ещё один — лейтенант Сакамаки — был взят в плен. Он доплыл до берега после того, как его сверхмалая подводная лодка наскочила на риф.
С точки зрения немедленного эффекта нападение на Перл-Харбор обернулось невероятным успехом для Японии, превзошедшим любые ожидания тех, кто планировал операцию. Нейтрализация Тихоокеанского флота США на шесть месяцев позволила Японии с лёгкостью захватить большую часть Юго-Восточной Азии, включая Гонконг, Бирму, Голландскую Ост-Индию, Малайю, Сингапур и Филиппины. Однако отказ США в перемирии и невозможность получения помощи от союзников в конечном счёте привели к поражению Японии. Из всех потопленных американских кораблей не удалось восстановить только четыре — линкоры «Аризона» (взорвался), «Оклахома» (перевернулся) и два эсминца. Стремясь уничтожить линкоры и самолёты, японские силы оставили нетронутыми очень важные для дальнейшего хода войны и вместе с тем легко достижимые в рамках неожиданной атаки цели: 11 подводных лодок, огромные запасы нефти в хранилищах, ремонтные мастерские и доки. Собственно и авиации, несмотря на кажущиеся большими цифры ущерба, был нанесён значительно меньший возможного урон. Стремясь к максимальной скрытности и минимальным потерям, японское командование отказалось от применения артиллерийских кораблей (что при снижении риска потерь и обнаружения значительно уменьшило и нанесённый противнику ущерб), сосредоточившись на авиации и сверхмалых подводных лодках (последние не принесли никакого результата). Более того, пытаясь максимально извлечь результат из фактора неожиданности, удар наносили лишь двумя волнами, что в конечном итоге, сохранив большее количество самолётов, существенно уменьшило и американские потери. Умышленно или случайно, но японский флот напал на американскую военную базу в момент отсутствия в ней авианосцев. Как следствие, ставшие основными военно-морскими силами в американском флоте в ходе Второй мировой войны авианосные силы не понесли в ходе операции никаких потерь. Через полгода четыре из шести тяжёлых японских авианосцев («Акаги», «Кага», «Хирю», «Сорю»), участвовавших в нападении на Перл-Харбор, были уничтожены силами США в битве за Мидуэй.

## Перл-Харбор после Второй мировой войны
В настоящее время Перл-Харбор является крупнейшей военно-морской базой США на Тихом океане и штаб-квартирой тихоокеанского флота США. Судоверфь, расположенная рядом с гаванью, обеспечивает работой 12 000 человек.
В память о погибших американских моряках в том месте, где затонул линкор «Аризона», создан мемориал. Ещё одним памятником событий войны на Тихом океане является находящийся на вечной стоянке в Перл-Харбор линкор «Миссури», на котором 2 сентября 1945 года был подписан акт о капитуляции Японии. Об этом событии снято несколько фильмов: американо-японский «Тора! Тора! Тора!» (1970), американский «Перл-Харбор» (2001), японский «Атака на Пёрл-Харбор» (2011), а также телесериал «Тихий океан» (2010).